# Opowieści z hrabstwa Essex
Opowieści z hrabstwa Essex (tytuł oryginału: Essex County Trilogy) – zbiór komiksowych opowiadań autorstwa kanadyjskiego rysownika i scenarzysty Jeffa Lemire'a, opublikowanych przez amerykańskie wydawnictwo Top Shelf Productions – najpierw oddzielnie w latach 2007–2008, a następnie w jednym tomie w 2009. Po polsku wydanie zbiorcze ukazało się także w 2009 nakładem wydawnictwa Timof Comics.

## Fabuła
Opowieści z hrabstwa Essex to zbiór luźno powiązanych ze sobą, osadzonych w różnych czasach historii, które łączy główne miejsce akcji: kanadyjskie hrabstwo Essex w prowincji Ontario, z którego pochodzi autor. Motywem przewodnim jest samotność i próby wyrwania się z niej przez bohaterów: chłopca-sierotę i wychowującego go wujka, dwóch starych skłóconych braci oraz pielęgniarkę samodzielnie wychowującą dziecko.

## Zawartość wydania zbiorczego
| Tytuł i rok wydania polskiego                      | Tytuł i rok wydania oryginalnego                      |
| -------------------------------------------------- | ----------------------------------------------------- |
| Opowieści z farmy (2009)                           | Tales from the Farm (2007)                            |
| Opowieści o duchach (2009)                         | Ghost Stories (2007)                                  |
| Historia klubu bokserskiego (2009)                 | Essex County Boxing Club (2008)                       |
| Opowieść o miejscowej pielęgniarce (2009)          | The Country Nurse (2008)                              |
| Smutne i samotne życie Eddiego Słoniouchego (2009) | The Sad and Lonely Life of Eddie Elephant-Ears (2008) |

## Odbiór i nagrody
Opowieści z hrabstwa Essex otrzymały pozytywne recenzje i w 2010 zostały zaliczone do grona pięciu najlepszych kanadyjskich książek dekady przez publicznego nadawcę radiowo-telewizyjnego CBC. Za książkę Lemire zdobył nagrody: American Library Association’s Alex Award, Doug Wright Award, Joe Shuster Award, a także nominacje do Nagrody Eisnera w 2008 w kategoriach "najlepszy nowy album graficzny" i "najlepszy scenarzysta/rysownik" oraz do Nagrody Harveya w 2008 w kategorii "najlepszy nowy talent".